# Hydrid berylnatý
Hydrid berylnatý je anorganická sloučenina se vzorcem (BeH2)n (také psaným jako BeH2), patřící mezi hydridy. Jedná se o pevnou látku nerozpustnou v rozpouštědlech, ve kterých se nerozkládá. Na rozdíl od iontových (obsahujících iontové vazby) hydridů těžších prvků 2. skupiny je kovalentní, mezi kovem a vodíkem je kovalentní tricentrická dvouelektronová vazba.

## Příprava
Oproti dalším kovům 2. skupiny beryllium nereaguje s vodíkem. BeH2 se tak připravuje z jiných berylnatých sloučenin. První jeho příprava byla provedena v roce 1951 reakcí dimethylberyllia, Be(CH3)2, s hydridem lithnohlinitým, LiAlH4.
Čistší BeH2 vzniká pyrolýzou di-terc-butylberyllia, Be(C(CH3)3)2, při 210 °C.
Ve velmi čisté podobě jej lze získat z trifenylfosfinu, PPh3, a tetrahydridoboritanu berylnatého, Be(BH4)2:
Be(BH4)2 + 2 PPh3 → BeH2 + 2 Ph3PBH3

## Struktura
BeH2 se obvykle tvoří jako amorfní bílá pevná látka, ale byla také popsána hexagonální krystalická forma s větší hustotou (kolem 0,78 g.cm−3), připravovaná zahříváním amorfního BeH2 za zvýšeného tlaku a s přídavkem 0,5-2,5 % hydridu lithného jako katalyzátoru.
Krystalický hydrid berylnatý má tělesově centrovanou ortorombickou jednotkovou buňku, vytvářející síť BeH4 čtyřstěnů se společnými vrcholy, čímž se liší od rovinných řetězců propojených atomy vodíku, které se předpokládaly u BeH2. připravovaná zahříváním amorfního BeH2
Podobné čtyřstěny obsahuje i amorfní forma.

## Chemické vlastnosti

### Reakce s vodou a kyselinami
Hydrid berylnatý s vodou reaguje pomalu, ovšem hydrolýza je rychlejší za přítomnosti kyseliny, například chlorovodíkové; vzniká při tom chlorid berylnatý.
BeH2 + 2 H2O → Be(OH)2 + 2 H2
BeH2 + 2 HCl → BeCl2 + 2 H2

### Reakce s Lewisovými zásadami
Hydrid berylnatý reaguje s trimethylaminem, N(CH3)3, za tvorby dimerního aduktu, obsahujícího hydridové můstky. S dimethylaminem, HN(CH3)2, vytváří trimerní diamid, [Be(N(CH3)2)2]3, a vodík.
Reakcí s hydridem lithným, v níž je hydridový ion Lewisovou zásadou, vzniká LiBeH3 a následně Li2BeH4.

## Dihydridoberyllium

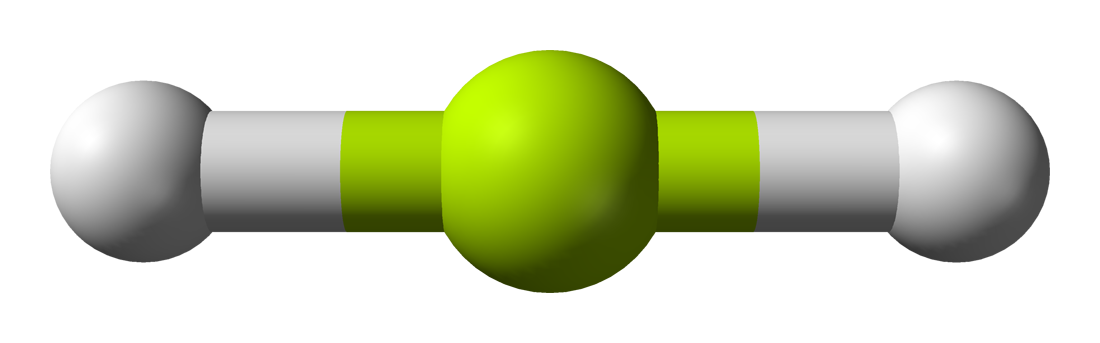
Struktura plynného BeH_{2}

Sloučeninou podobnou hydridu berylnatému je dihydridoberyllium, BeH2, stabilní pouze jako zředěný plyn. Nesolvatované dihydridoberyllium vytváří samovolně oligomery. Molekulární BeH2, vytvořené elektrickým výbojem za vysoké teploty, je lineární s vazbou Be-H o délce 133,376 pm. Jeho hybridizace je typu sp.

### Chemické vlastnosti
2-koordinované hydridoberyllium (-BeH) ve sloučeninách, jako je například dihydridoberyllium, může přijmout elektronový pár dodávajícího ligandu:
[BeH2] + L → [BeH2L]
Vzhledem k této schopnosti je dihydridoberyllium Lewisovou kyselinou. Dihydridoberyllium může přijmout dva elektronové páry, například ve sloučenině tetrahydridoberylnatanovém aniontu, BeH 2-
4 .